# Serràtia
Les serràties (Serratia) són un gènere d'eubacteris gramnegatius de la família de les enterobacteriàciesamb morfologia bacil·lar de petites dimensions de 0,5 a 0,8 micròmetres de diàmetre i de 0,9 a 2,0 micròmetres de llargària, que normalment són mòbils per flagel·lació peritrica. Des del punt de vista ecològic, són microorganismes cosmopolites, que poden viure en molts tipus d'ambients com ara el sòl o aigües dolces, o sobre plantes i insectes o en pacients hospitalitzats. L'espècie més comuna d'aquest gènere, S.marcescens és l'única patògena, provoca infeccions nosocomials.
Una característica destacada d'aquest gènere és la capacitat que tenen algunes soques de produir un pigment vermell que recorda el color de la sang fresca. Això va fer pensar, quan creixien serràties sobre hòsties, pa o imatges sagrades, que les seves colònies eren taques de sang. El fet es considerava un miracle i per aquest motiu el pigment va rebre el nom de prodigiosina. Els membres d'aquest gènere també es diferencien dels altres gèneres de les enterobacteriàcies pels enzims que produeixen: DNAses, lipases i gelatinases.